# Eva Abu Halaweh
Eva Abu Halaweh (en árabe, إيفا أبو حلاوة; Ifā Abū Ḥalāwa) (Jordania, 1 de enero de 1975) es una abogada y activista a favor de los derechos humanos. En 2011, fue galardonada con el Premio Internacional a las Mujeres de Coraje por el Departamento de Estado de los Estados Unidos. Posee una licenciatura en Derecho y una maestría en Diplomacia. Además, es cofundadora y directora ejecutiva de la ONG pro derechos humanos Mizan For Law (Mizan Law Group for Human Rights).

## Carrera
Desde que empezó a asistir a la escuela, Abu Halaweh puso todo su empeño en sus estudios, a petición de su padre, quien le había inculcado la idea de convertirse en médico. Sin embargo, aunque al principio no se opuso totalmente a los deseos de su padre, con el paso del tiempo, cambió de idea. Así pues, cuando llegó el momento de escoger una carrera universitaria, los profesores le plantearon diversas opciones, entre ellas la carrera de Derecho. A partir de aquel momento, creció su interés por el ámbito jurídico, ya que según recordaba, en su sociedad no había mujeres que ejercieran de abogadas o juezas, pero este era un tema delicado que no podía discutir con su familia.
En general, la carrera de Medicina tenía mucho prestigio entre su familia y la comunidad de refugiados palestinos a la cual pertenecía, pues se consideraba que aquel que la estudiaba había alcanzado el éxito. Por otro lado, la carrera de Ingeniería no estaba tan valorada como la de Medicina, pero estaba bien aceptada. Sin embargo, las profesiones del ámbito jurídico tenían muy poco prestigio social. Por lo tanto, Abu Halaweh, aunque sabía que su decisión de entrar a la facultad de Derecho le traería muchos problemas de rechazo social, no se detuvo, escuchó a su corazón y siguió adelante con sus ambiciones. Una vez terminó sus estudios en la secundaria, la Universidad Yarmouk abrió el plazo de inscripción en el grado de Derecho y, como era de esperar, Abu Halaweh solicitó una plaza y fue admitida en la facultad. El 10 de diciembre de 1993, dos años antes de graduarse, conoció a Asma Khader, una famosa abogada y activista a favor de los derechos humanos que tuvo una gran influencia en su decisión de dedicarse al ámbito de los derechos humanos.

## Organización Mizan For Law
En 1988, un grupo de abogados, entre los cuales se encontraba Eva Abu Halaweh, fundó la ONG pro derechos humanos Mizan For Law. Antes de que se estableciera dicha organización, el grupo de abogados ofrecía asistencia jurídica gratuita para las víctimas de violaciones de derechos humanos. Sin embargo, Mizan For Law descubrió que el problema no era presentar los casos de los demandantes al tribunal de justicia, sino que el problema residía en las leyes que no protegían ni respetaban los derechos humanos, por lo tanto, había que luchar para modificar la legislación. Al principio, la organización trabajaba para defender los derechos humanos en general, pero tras acumular diferentes experiencias, los abogados decidieron enfocarse en casos de colectivos específicos, como menores de edad, huérfanos, personas refugiadas, entre otros.